# Mazda Premacy
Mazda Premacy – kompaktowy minivan japońskiej marki Mazda produkowany w trzech generacjach w latach 1999 – 2016. Od drugiego wcielenia model był oferowany na rynkach światowych (w tym europejskim) jako Mazda 5 i jedynie w Japonii pozostawał w sprzedaży jako kolejne wcielenia modelu Premacy. Trzecia generacja nie otrzymała następcy.

## Pierwsza generacja

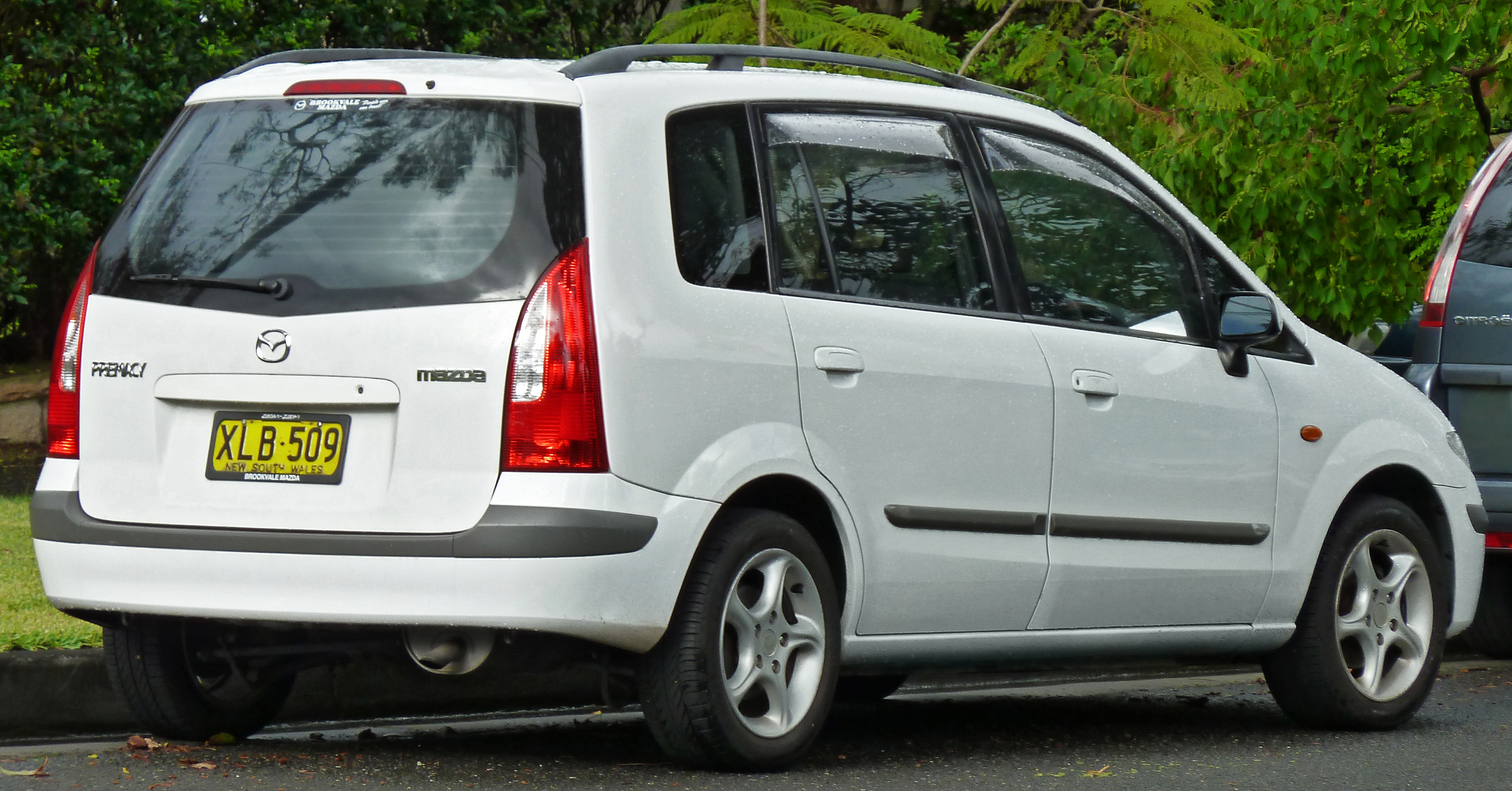
Tył Mazdy Premacy I

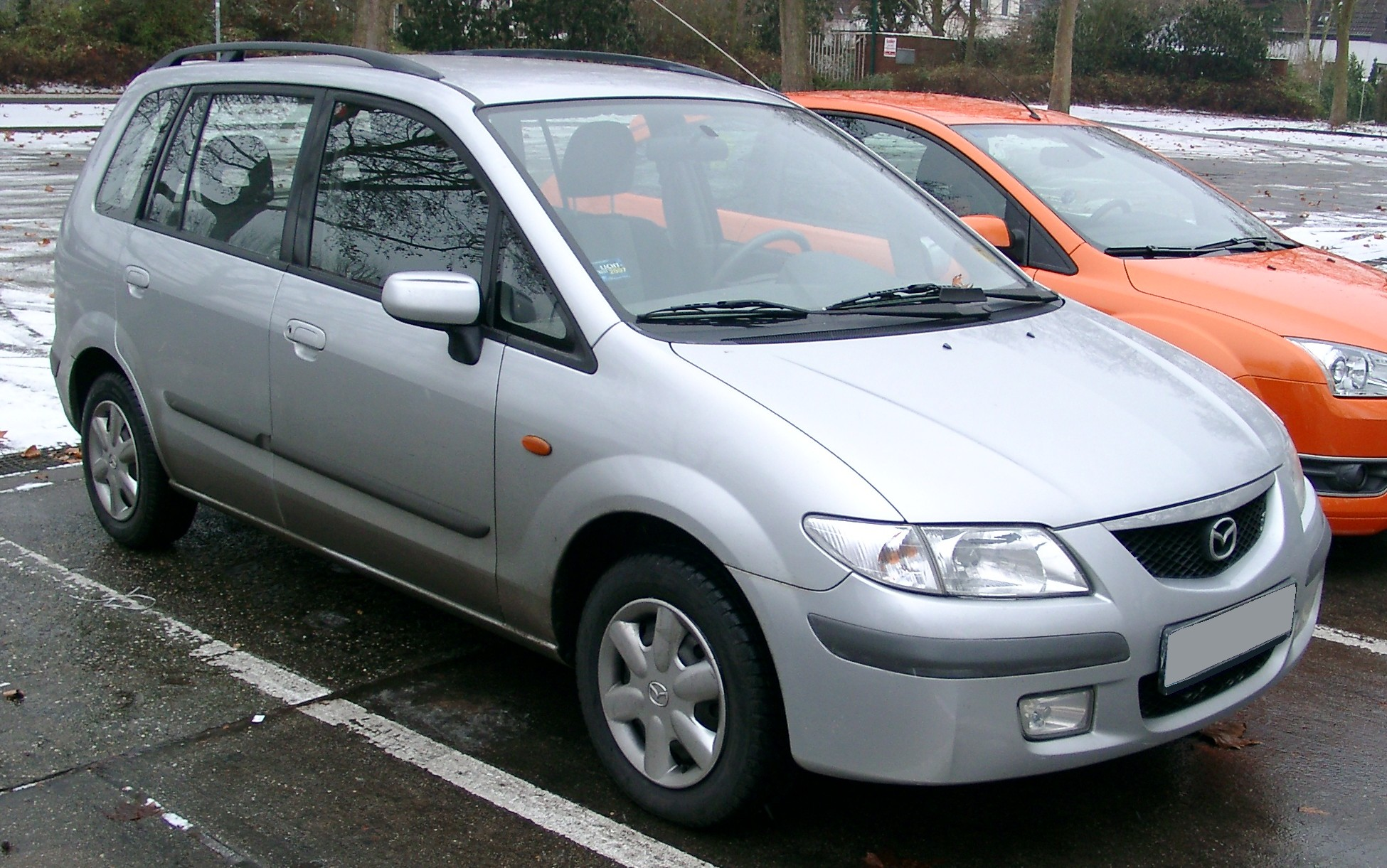
Mazda Premacy I przed face liftingiem

Mazda Premacy pierwszej generacji zadebiutowała w 1999 roku. W 2001 roku auto przeszło face lifting. W jej konstrukcji wykorzystano wiele zespołów i elementów pochodzących z ostatniej odmiany Mazdy 626 i Mazdy 323. Samochód był oferowany z dwoma silnikami benzynowymi (1.8 100 i 114 KM, 2.0 131 KM) oraz z silnikiem wysokoprężnym (2.0 90 i 101 KM).

## Druga generacja

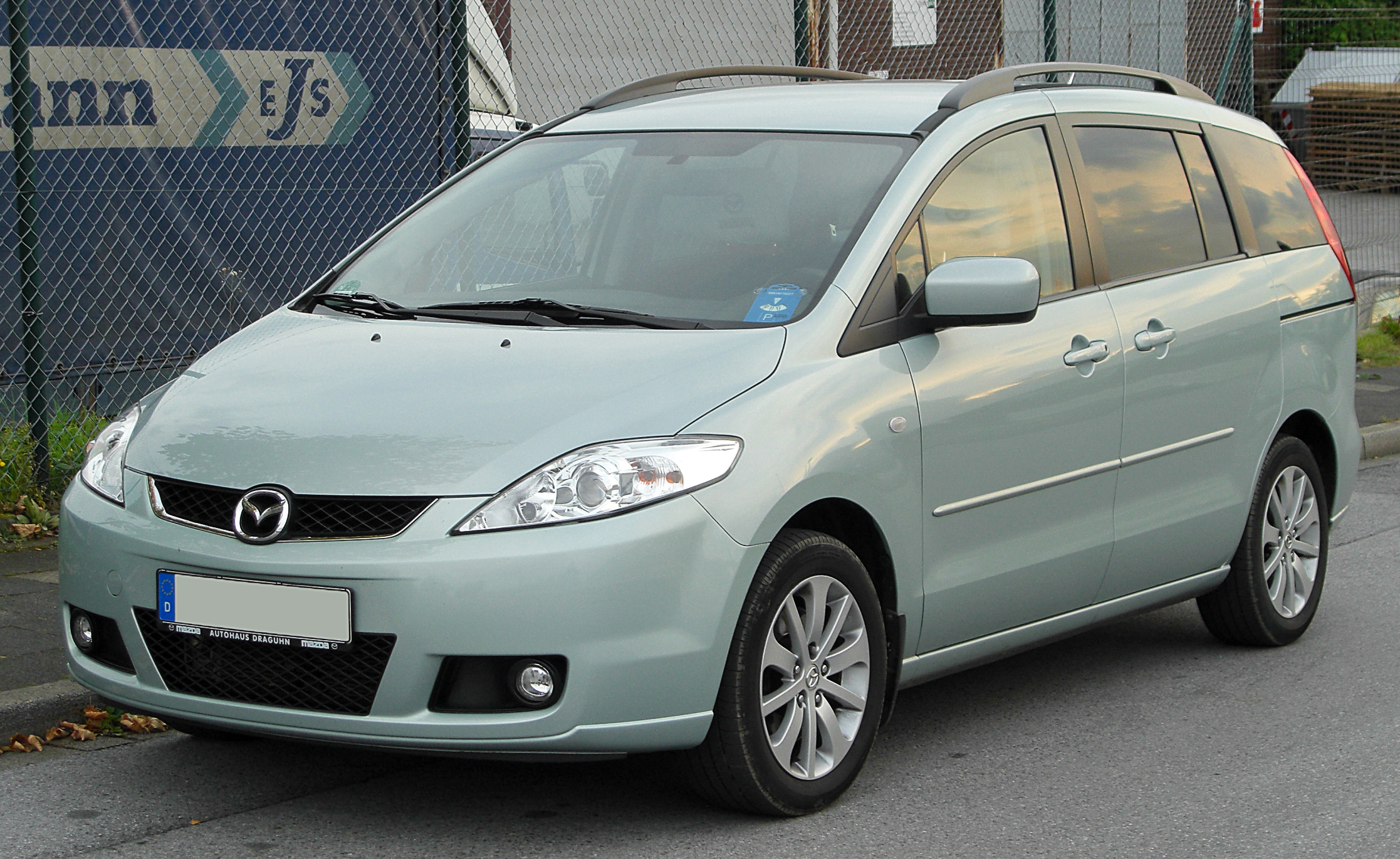
Mazda 5 I przed face liftingiem

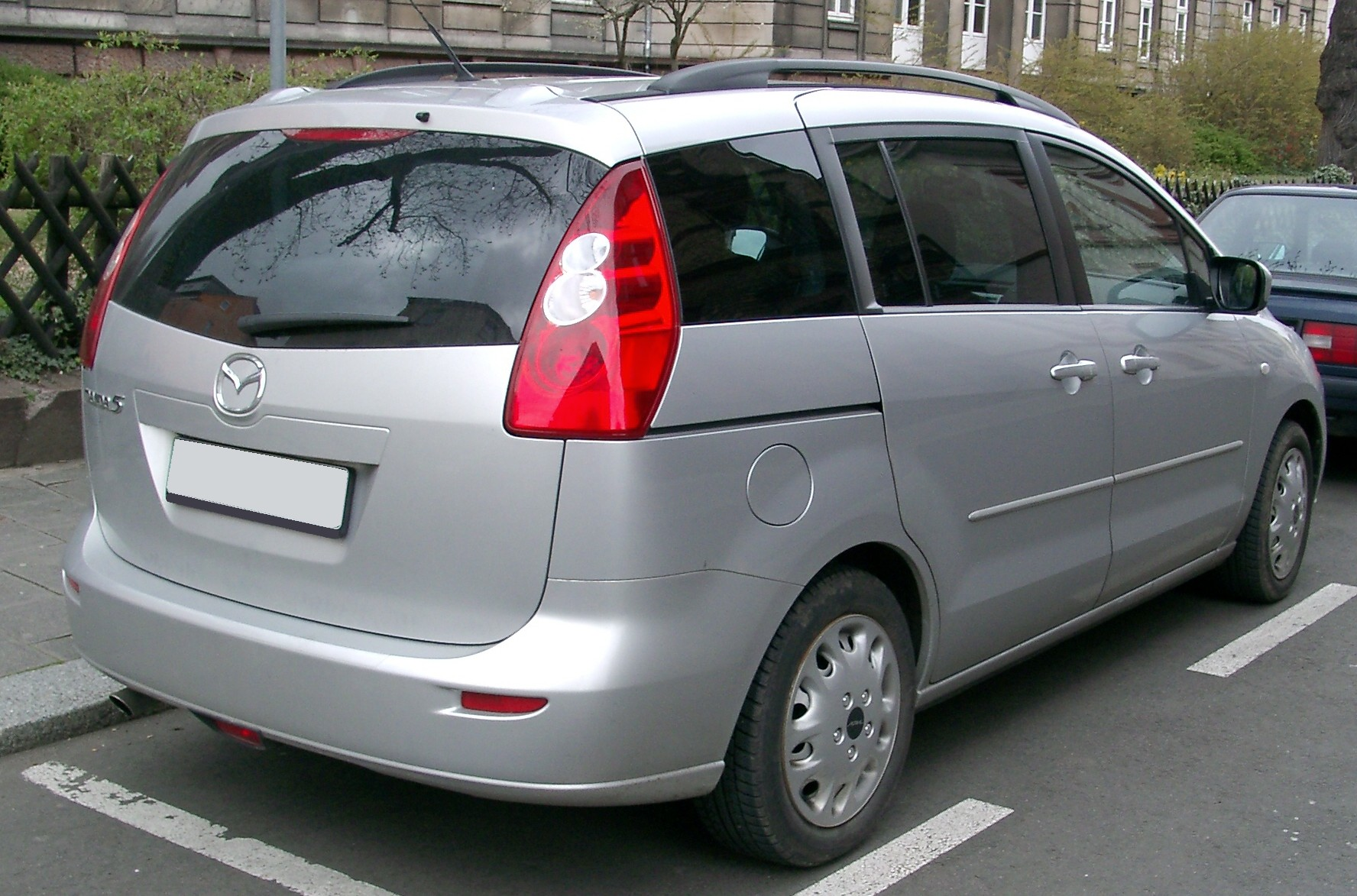
Tył Mazdy 5 I przed face liftingiem

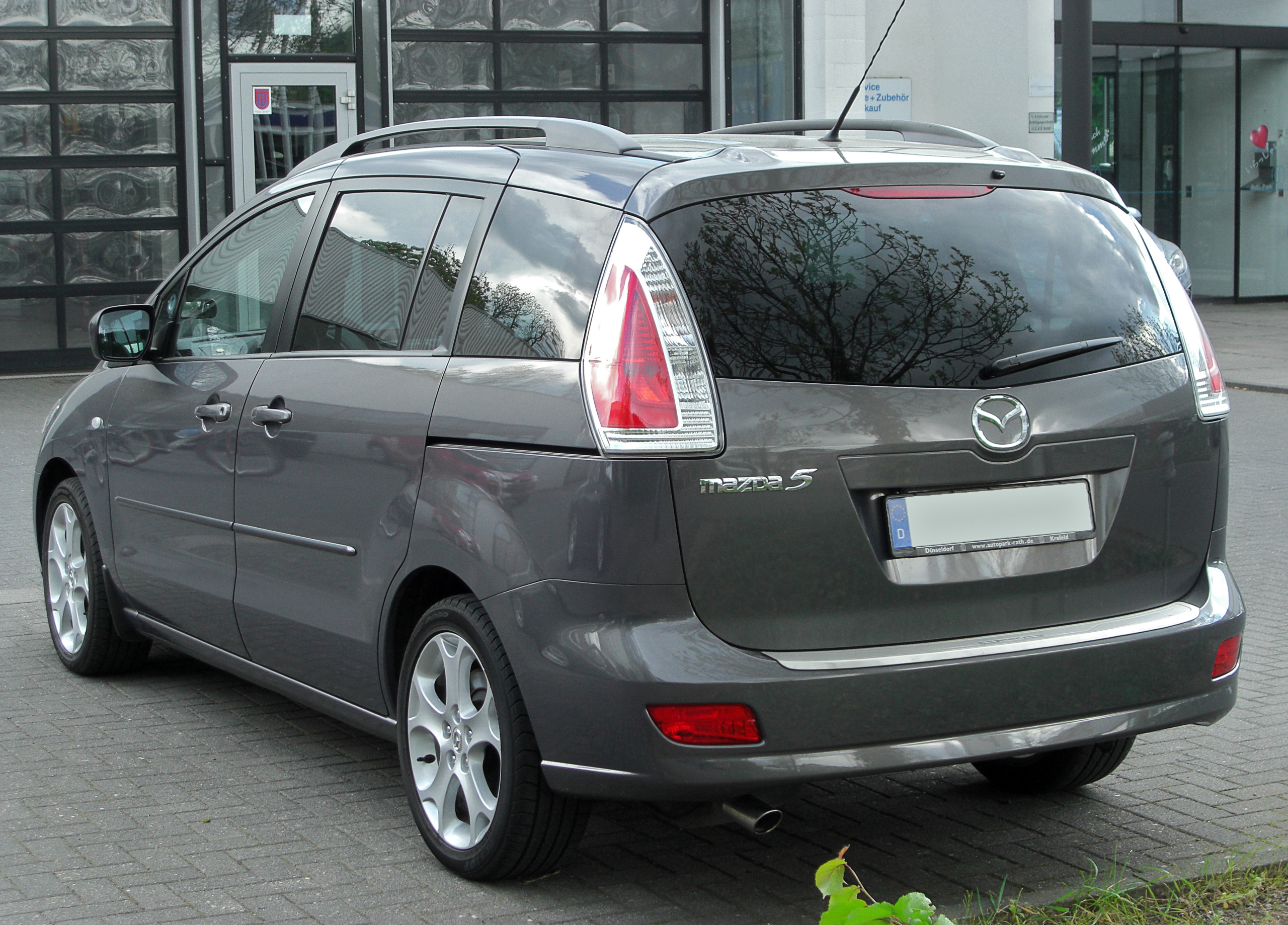
Tył Mazdy 5 I po face liftingu

Mazda Premacy drugiej generacji zadebiutowała na marcowym Geneva Motor Show w 2005 roku. Od tego wcielenia na rynku europejskim model oferowany był jako Mazda 5. W 2007 roku auto przeszło face lifting modelowy na rok 2008. Silniki benzynowe i wysokoprężne w tym modelu osiągały moc od 110 do 165 KM (81-121 kW).

## Trzecia generacja

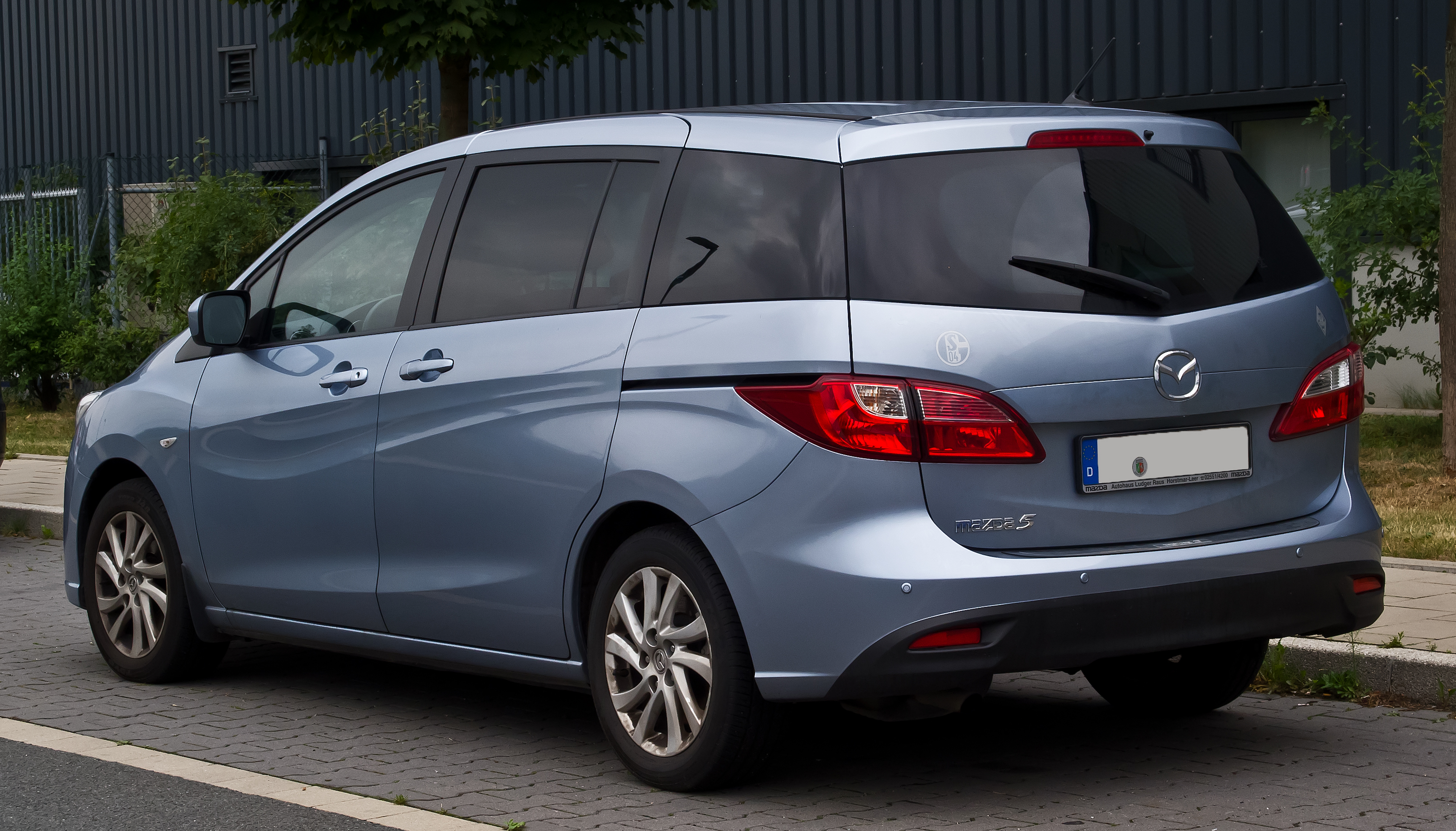
Tył Mazdy Premacy III/5 II

Mazda Premacy III została zaprezentowana podczas salonu samochodowego w Genewie w 2010 roku. Karoseria auta została zaprojektowana tak, aby zapewnić możliwie najlepszy współczynnik oporu powietrza.
Produkcja pojazdu zakończyła się w 2016 roku (wersja europejska została wycofana już w 2015 roku). Model nie otrzymał następcy, zatem oznaczało to wycofanie się Mazdy z segmentu kompaktowych minivanów. Spekulacje sugerują, że decyzja ta jest motywowana zmianami w polityce firmy, gdzie gama skupia się na samochodach osobowych i crossoverach, a także ogólnemu kryzysowi segmentu minivanów, gdzie sprzedaż konsekwentnie spada na rzecz SUV-ów i crossoverów.

### Szczegółowe dane techniczne
- Mazda Premacy III/Mazda 5 II 2010-[5]

| Silnik                   | Pojemność skokowa [cm³] | Moc maksymalna [KM] przy obr./min | Maks. moment obrotowy [Nm] przy obr./min | Przyspieszenie 0-100 km/h [s] | Prędkość maks. [km/h] | Średnie zużycie paliwa [l/100km] |
| ------------------------ | ----------------------- | --------------------------------- | ---------------------------------------- | ----------------------------- | --------------------- | -------------------------------- |
| MZR 1.8 (benzynowy)      | 1798                    | 115/5300                          | 165/4000                                 | 12,8                          | 182                   | 7,2                              |
| MZR 2.0 (benzynowy)      | 1998                    | 150/6200                          | 191/4500                                 | 11,0                          | 194                   | 6,9                              |
| MZ-CD 1.6 (PSA) (diesel) | 1560                    | 115/4500                          | 270/1750-2500                            | 13,7                          | 180                   | 5,2                              |